# 阿基拉區
阿基拉區（西班牙語：Distrito de Haquira），是秘魯的一個區，位於該國南部阿普里馬克大區的科塔班巴斯省，始建於1857年1月2日，面積475.5平方公里，海拔高度3,671米，2005年人口10,593，人口密度每平方公里22人。